# Бошород
Бошород (рум. Boșorod) — село у повіті Хунедоара в Румунії. Адміністративний центр комуни Бошород.
Село розташоване на відстані 273 км на північний захід від Бухареста, 25 км на південний схід від Деви, 127 км на південь від Клуж-Напоки, 144 км на схід від Тімішоари.

## Населення
За даними перепису населення 2002 року у селі проживали 852 особи, з них 850 осіб (99,8%) румунів. Рідною мовою 851 особа (99,9%) назвала румунську.